# 더 하우스 오브 더 데드의 등장인물 목록
《하우스 오브 더 데드 시리즈》에 등장하는 인물들을 소개한다.

## AMS
AMS(게임에서만 존재하는 가상의 정보국이다.)AMS는 대테러 관련 임무도 갖고 있지만 극비사항으로 유전자 조작 연구로 인한 좀비, 돌연변이 관련 사건의 전담 대응 임무를 가지고 있으며, AMS는 다른 대테러 정보국들과 다르게 위에서 설명한 극비사항의 전담대응 임무를 갖고 있으므로 다른 국가의 정치, 정권, 여론을 무시하고 그 어디 어느곳에서든 영향력을 행사할 수 있다. 이렇게 AMS가 사방에서 숨통을 죄어왔지만 결국 시저(Caesar)와 골드맨이 세상을 지배하는데 까지는 아니지만 세상의 대부분을 그야말로 전체적으로 절망의 나락으로 떨어뜨리는데는 성공해서 결국 각 나라들의 정부(안보국, 대테러 정보국, 국가 정보국 포함)와 AMS는 와해 되어버렸다.
토마스 로건AMS의 특수요원이며 1998년 큐리언 저택사건을 해결했으며 세상이 혼란에 휩싸인 2019년 EFI 연구시설에 제일 먼저 침투 하였으며 그곳에서 큐리언 박사의 아들 다니엘 큐리언을 찾아내었다. 토마스 로건의 아내는 Sophie(시리즈 1편 이후로 나온 시리즈에서 나오지 않고 있다.)이며, 슬하에 그의 딸 Lisa Rogan 이있다.
GAMS의 특수요원이며, G는 그의 암호명일 가능성이 높다. 1991년(오버킬), 시저 때문에 일어난 바유시티 사건을 경찰 강력계 형사인 아이작 워싱턴 형사와 함께 해결 하였고, 1998년 큐리언 저택 사건에서 로건과 협력하여 사건을 해결하는등 그 외에도 여러 공로들이 많다. 세상이 혼란에 휩싸인 이후인 2019년 EFI 연구시설로 침투한 로건과의 통신이 두절되자 로건의 딸 Lisa Rogan과 EFI 연구시설로 침투하여 EFI 연구시설을 무력화 시켰다. 이 과정에서 통신이 두절된 로건과 큐리언의 박사의 숨겨진 아들 다니엘 큐리언을 찾아내었다. 하우스 오브 더 데드4에서 나온 G의 엔딩은 2003년으로부터 10년이 지난뒤 2018년 ~ 2019년 사이 즉, 세상에 혼란이 휩싸인 이후에 G가 골드맨 빌딩을 잠깐 찾아와서 The World를 죽이기 위해서 자폭공격을 감행한 제임스의 넋을 기리고 반드시 세상을 혼란에 휩싸이게 한 범죄자(시저로 추정.)를 잡아서 죗값을 받게하겠다는 결의를 굳게 다지는 장면을 보여 준 것이다.
제임스 테일러AMS의 특수요원이며 2편에서 일어난 2000년도의 골드맨 사건을 해결하였다. 그리고 2003년 AMS 본부가 골드맨에 의해서 습격당하고 무력화 된 이후 돌연변이 The World(하우스 오브 더 데드 4 보스) 와의 전투에서 The World(골드맨이 직접 돌연변이 개체 The World가 된 것이다. The World의 등장 이벤트 영상에서 The World의 목소리를 들어보면 골드맨의 목소리라는 것을 알 수 있다.)가 죽지 않고 계속 진화하자 자신의 AMS 요원전용 PDA에 있는 자폭기능을 실행해서 The World에게 자폭공격을 하였다. 그로인해 The World도 죽었고 제임스 테일러도 사망하였다.
게리 스튜어트AMS의 특수요원이며 2편에서 일어난 2000년도의 골드맨 사건을 해결하였다. 그리고 그 이후의 시리즈 중 하우스 오브 더 데드4에서 골드맨이 2000년도의 사건을 회상하는 장면에서 잠시 등장한 이후로 나오지 않고 있다.
해리 해리스AMS의 특수요원이며, 하우스 오브 더 데드 2에 등장하였지만 그 이후의 시리즈에서는 등장하지 않고있다. 스트렝스에게 공격받고 심하게 다쳤지만 어떻게되었는진 모른다

## 히로인
소피 리차드AMS의 특수요원이며 토마스 로건의 아내이다. 슬하에 딸 리사 로건이 있지만 1편의 Chapter 1 보스 The Chariot의 도끼공격에 당한 이후로 후속 시리즈에서 등장하지 않고 있다.
에이미 크리스탈AMS의 특수요원이며, 2000년 골드맨 사건에서 시민들을 구조하였고 사건을 다른 요원들과 함께 해결하긴 했지만 그 이후의 시리즈에서 등장 하지 않고 있다.
리사 로건(토마스 로건의 딸)2019년 사라진 자신의 아버지 토마스 로건을 G와 함께 찾아내었고 그와 동시에 아버지 토마스 로건 다음으로 다니엘 큐리언을 찾아내었으며 다니엘 큐리언과 함께 하우스 오브 더 데드3의 최종보스 Wheel of Fate를 물리치고 EFI 연구시설을 무력화 시켰다.
케이트 그린하우스 오브 더 데드4의 주인공이며 AMS의 특수요원이긴 하지만 제임스 테일러를 만나기 전까진 그녀는 그냥 요원이었다. 그렇지만 제임스 테일러와 함께 주변에 대량으로 깔려있는 좀비들과 돌연변이들을 제거해가며 위험을 극복하고 마지막에는 The World가 계속 진화하자 제임스가 자신의 목숨을 버리고 The World를 제거하는 모습을 보며 그녀는 AMS 특수요원으로서 한층 더 발전하게 되었다.

## 핵심 인물
Dr. 로이 큐리안(Dr. Curian)시리즈 최초 1편의 악당이지만 시리즈 스토리에서 최초로 돌연변이와 좀비를 만들진않았다. DBR 연구소의 소장이며, 슬하에 그의 아들 다니엘 큐리안이 있다. 아들의 병을 고쳤지만 큐리언 박사는 자신이 심혈을 기울여서 만든 돌연변이 개체 Type0 - The Magician 의 배신으로 죽게 되었다. 그렇지만 큐리안의 남겨진 연구는 골드맨이 계승하고 끝없는 시저의 계략(추정)으로 인해 결국 세상은 거의 황폐화가 되어버렸다.
칼렙 골드맨(Goldman)Dr.큐리안을 이어 2000년에 사건을 터뜨렸지만 AMS에 의해 저지당했다. 2000년에 건물 옥상에서 투신 자살한 것으로 보였지만 그것은 자신이 직접 보다 더 발전된 돌연변이 개체가 되기위한 일이었고 마침내 2003년(하우스 오브 더 데드 4) 세상을 절망의 나락으로 떨어뜨리고 자신이 직접 보다 더 발전된 돌연변이 개체 The World가 되어 지구를 지배하고자 했지만 제임스의 자폭공격으로 저지당했다.
시저(Caesar)하우스 오브 더 데드 오버킬의 배경 도시 바유시티의 범죄왕 이었으며 하우스 오브 더 데드 시리즈의 모든 사건이 터지게 만든 장본인으로 추측되고 있다.(하우스 오브 더 데드 오버킬이 다른 시리즈들 보다 연도가 훨씬 앞서 있으므로 시저가 하우스 오브 더 데드 시리즈의 실질적 악당인 것은 맞지만 최초로 좀비와 돌연변이를 만든 인물은 시저가 아닌 오버킬의 여자 캐릭터 Varla Guns(발라 건즈)의 남동생 Jesper(제스퍼)이다.)
제스퍼(Jesper)제스퍼는 바유시티의 스트리퍼 댄서 발라 건즈의 남동생이며 Caesar(시저)가 자신의 누나인 발라 건즈를 붙잡고 협박을 해서 어쩔수 없이 누나 발라 건즈의 신변 안전을 위해서 하우스 오브 더 데드 시리즈의 좀비와 돌연변이들을 최초로 만들어 냈지만 날이갈수록 시저는 더욱더 제스퍼와 누나 발라 건즈를 협박하고 심지어는 제스퍼에게 가학행위까지 하는 바람에 이에 분개한 제스퍼는 돌연변이 유전자 샘플을 자신의 몸에 투여해서 하우스 오브 더 데드 오버킬 스테이지 1의 보스가 되고 만다. 결국 바유시티에 파견된 AMS 특수요원 G와 경찰 강력계 형사 아이작 워싱턴에 의해 제압당하고 만다.(일설에 의하면 하우스 오브 더 데드 오버킬의 스테이지 1의 보스 제스퍼가 플레이어를 공격했으므로 제스퍼가 시저와 손잡고 사건을 일으킨게 아니냐는 의혹이 나오는데 그것은 틀린 이야기다. 제스퍼는 그의 누나 발라 건즈와 함께 시저에게 붙잡혀 협박을 당하고 있었으며 시저는 제스퍼의 뛰어난 재능을 이용하기 위해서 제스퍼를 제스퍼의 누나 발라 건즈의 신변안전을 빌미로 협박하여 좀비와 돌연변이를 어쩔수 없이 만들게 한 것이다. 그리고 돌연변이로 폭주한 제스퍼가 플레이어를 공격한 이유는 원래 시저를 죽이기 위해서 자신의 신체적 결함인 장애를 뛰어넘고자 돌연변이 유전자를 자신의 몸에 투여했지만 너무 폭주를 한 탓에 플레이어에게 제압당하기 전까지 잠시동안 인사불성이 되었던 것이다. 제스퍼를 제압하고 바로 나오는 게임 화면에서 힘을 잃은 제스퍼는 G와 아이작 워싱턴에게 자신을 죽일 것을 부탁한다. 이 장면만으로도 제스퍼는 원래부터 선한 역할이었고 돌연변이로 폭주하고 제압당하기 전까지 인사불성이 되어서 플레이어를 공격한 것이었을 뿐이라는 것을 충분히 짐작 할 수 있다.)

## 그 외
댄 테일러(토마스 로건과 함께 엑스트라로 나온 병사)2019년 로건과 함께 EFI 연구시설로 침투 하였지만 돌연변이 The Death에게 당하였다. 그후 실종되고 더 이상 나오지 않았다
제임스와 성은 같지만 혈연관계는 없을것이다
다니엘 큐리안(Dr.큐리안의 아들)큐리안 박사의 아들이며 원래는 병에 걸려서 사경을 해매고 있었지만 큐리안 박사의 연구로 인해서 완전히 완쾌되었다. 하지만 본래 큐리안 박사의 연구는 돌연변이 연구를 최초로 지시한 인물인 시저(Caesar)의 명령에 따라서 돌연변이 개체를 만들어내기 위한 유전자 조작 연구였으며 이 연구는 결국 2003년 골드맨과 시저의 계략(추정)에 의해서 세상을 절망의 나락으로 떨어뜨리는 결과를 가져오게 되었다.
아이작 워싱턴 형사(Detective Issac Washington)바유시티 경찰청의 강력계 형사이지만 부패 경찰인 것으로 추정된다. 1991년(하우스 오브 더 데드 오버킬), 시저 때문에 일어난 바유시티 사건을 G와 함께 해결하였다. 그렇지만 워싱턴 형사의 아버지는 바유 시티에서 도망친 시저로 인해 죽게 되었다.
미첼하우스 오브 더 데드 3 챕터 0 시작하자마자 죽은 그 AMS요원이다 챕터 5 가면 다시 살아나는데 그 자빠져있던 AMS좀비다 서너번은 죽여야된다 은근 골때린다

## 정리
게임 하우스 오브 더 데드 1과 게임 하우스 오브 더 데드2는 스토리도 단순하여 거의 사실상 하우스 오브 더 데드2로 스토리를 끝맺음을 해도 될 정도로 정확하고 명료하게 하우스 오브 더 데드 1에서는 큐리안 박사를 Type-0 The Magician이 배신하여 죽이고 당연히 Type-0 The Magician을 물리치면 속편에대한 암시가 없으므로 하우스 오브 더 데드 1에서 스토리를 종결 냈다고 해도 별로 이상할 것은 없다. 하지만 하우스 오브 더 데드 1의 속편 하우스 오브 더 데드2 에서는 갑자기 골드맨이라는 인물이 나타나서 하우스 오브 더 데드1 이후의 스토리를 이어 나간다. 이는 하우스 오브 더 데드 시리즈의 제작사에서 하우스 오브 더 데드 1이 그렇게 세계적으로 인기를 얻으리라고 예상을 하지 않았던 것으로 추측된다. 하지만 하우스 오브 더 데드1과 하우스 오브 더 데드2가 세계적인 흥행을 보여주자 하우스 오브 더 데드2를 기반으로 제작한 타자연습게임 타이핑 오브 더 데드를 발매하였고 하우스 오브 더 데드3에서부터는 기존의 권총 형태의 컨트롤러를 탈피하여 현재 실존하는 군용 전술 무기인 SPAS - 12 산탄총의 형태를 채용하였고 플레이어가 적에게 공격당할 때 나오는 이벤트도 좀 더 역동적이고 실감나게 바뀌는 등 그 외에도 다양한 부분에서 발전한 모습을 보여주었다. 특히 2005년 발매한 하우스 오브 더 데드 4는 린드버그 기판을 기반으로 제작하여 뛰어난 그래픽을 보여주어서 돌연변이들과 좀비들의 묘사가 좀 더 실감나게 표현 되었다. 그리고 BGM(게임의 배경음악)도 상당 부분 발전하였고 특히 컨트롤러도 역시 실존하는 군용 전술 무기인 MAC-10 기관단총의 형태를 채용하였으며 좀비들과 일부 돌연변이들은 단순히 물어뜯거나 할퀴는 공격 외에도 플레이어를 제압하기 위해 꽉 붙잡거나 바닥으로 내치는 등의 모션이 대폭 추가되었고 일부 모션은 컨트롤러를 흔들어야 하는 등 플레이 방식도 전작보다 새로워 졌다.

## 하우스 오브 더 데드4의 사회적인 메시지
하우스 오브 더 데드 4에서 게임의 주인공 제임스 테일러와 케이트 그린의 이야기를 주목해 볼 필요가 있다. 제임스 테일러는 외모, 옷차림도 별로(게임 그래픽이 세련되어서 안 그런것 일 수도 있지만 제임스의 옷차림새를 보면 하의는 정장구두와 정장 바지이지만 상의는 그와 어울리지 않는 검은 스웨터와 가죽 자켓을 입었다.)인 그냥 별볼일 없는 사람이지만 끊임없이 전보다 더한 위험과 공포가 계속 닥쳐와도 희망을 절대로 포기하지 않으며 베테랑 선배로서 후배요원을 이끌고 마지막에는 자신을 희생함 으로서 아주 완벽하게 지구를 지배할 뻔했던 골드맨의 계략(하지만 게임의 스토리상 The World를 죽였다고 해서 세상이 다시 원상복구가 된 것이 절대 아니다. 하우스 오브 더 데드4 이후의 스토리인 하우스 오브 더 데드3 의 스토리를 보면 세계의 정부들이 와해 되었고 AMS도 와해되어 재기능을 하지 못하고 있으며 로건과 AMS 요원들은 당국(정부)의 지시를 받아서 EFI 연구시설을 침투했다고 설명하고 있지만 게임에서 2019년의 세상은 좀비들과 돌연변이들이 지배하는 세상이므로 생존자들의 숫자 보다는 좀비와 돌연변이의 숫자가 더 많다는 것을 알 수 있다. 따라서 생존자들끼리 의논하여 어떻게든 대응을 조금이라도 하고 이를 위해서는 지휘 체계가 필요하므로 이를 위해 일반 생존자들끼리 나름대로 구상하여 임시적으로 설립한 것으로서 운좋게 안전구역을 찾으면 바로 없어지는 생존자들 끼리의 임시정부라는 것을 알 수 있다.)을 저지한다. 하지만 케이트 그린은 AMS의 숙달된 요원이긴 하지만 요원으로서의 위험 대처능력은 고도의 엄격한 훈련으로 인해 익숙해진 것일 뿐 선배 요원 제임스를 따라잡기 위해서는 아직은 더 많은 경험을 필요로 한다는 것을 게임 플레이 중의 이벤트 영상에서 확인 할 수 있다. 하지만 케이트는 끊임 없이 몰려오는 전에는 경험하지 못한 위험과 공포를 계속 극복해 나가게되며 결국에는 제임스의 '대의를 위한 희생'을 직접 목격함 으로서 케이트 그린 자신이 앞으로 일어날 일들에 대하여 좀더 성숙해진 모습을 게임 후반부 이벤트신에서 볼 수 있다. 게임속에서 돌연변이와 좀비를 소재로 다루는 스토리는 당연히 허구에 불과 하지만 게임의 주인공 케이트 그린과 제임스 테일러의 이야기는 어느정도 생각 해볼 필요가 있다. 다양한 사람들이 살아가고 경제적으로 엄청난 발전을 이루어낸 현대에서는 희망, Hope라는 단어가 그저 그냥 단순한 단어로 보일 수 있지만 이 Hope라는 단어는 기력이 다한 어느 사람에게도 다시 에너지를 공급해 줘서 한층 더 그 사람의 자아발전을 가져오며 목표를 향해 앞으로 나아가게 하는 아주 중요한 근원이며 Hope라는 단어의 가슴속에 존재 그 자체만으로도 아주 중요하다라는 것을 게임에서는 보여주고 있다. 하우스 오브 더 데드 4에서는 Hope 라는 단어를 주제로 게임을 진행하며 게임 후반부에서는 좀비와 돌연변이가 점령해버린 절망의 늪에 빠져버린 세상을 엔딩에서 보여주고 있지만(하우스 오브 더 데드4 이후의 스토리가 하우스 오브 더 데드3이다. 하우스 오브 더 데드3는 2003년 하우스 오브 더 데드4의 사건으로 인해서 세상이 절망의 나락에 빠졌다는 것을 게임의 오프닝 화면에서 설명하고 있다. 하우스 오브 더 데드4에서 이미 세상이 절망의 나락에 빠졌는데도 불구하고 제임스가 자신의 목숨을 버리면서까지 The World를 저지한 이유는 골드맨이 계획대로 자신이 직접 돌연변이 The World가 되었으므로 이를 살려두면 골드맨의 계략대로 되는 것이므로 세상을 넘어서 지구가 아주 완벽하게 절망에 빠지기 때문이었다.) 세상이 절망의 늪에 빠지고 마지막 엔딩에 등장하는 G 또는 하우스 오브 더 데드3의 토마스 로건처럼 나이도 많이 들었음에도 불구하고 나이에 연연해 하지 않으며 희망(Hope)을 잃지 않고 버티며 살아가고 있는 사람들의 이야기를 보여주고 있다. 하우스 오브 더 데드4의 스토리가 이렇게 사회적인 메시지가 담겨있는 이유는 게임의 발매 년도인 2005년, 전 세계적으로 닥친 경제불황과 그로인해 타격을 받은 일본에서 청년실업, 취업난의 극대화와 중장년층의 대거 실직사태, 고령화 인구 증가등의 사회적 문제의 극대화에서 비롯된 것으로 보인다.
- 하우스 오브 더 데드 4의 Chapter 3를 진행 하다보면 Chapter 3 초반 지하철 역의 지하철 대기선에서 좀비 한명이 땅을 때리면서 대성통곡을 하는 듯한 모션을 취하고 있다. 이는 2005년대에서도 일본의 지하철역에서 자살하는 사람이 많아서 사회적 문제가 된 적이 많았는데 이를 게임속에서 단적으로 표현한 것이다.

- 하우스 오브 더 데드 4의 Chapter 5를 진행 하다보면 Chapter 5 초반에 길거리에 좀비들이 그냥 돌아다는 것 외에 그냥 길거리에 털썩 앉아있거나 역시 손으로 바닥을 때리면서 대성통곡을 하는 듯한 좀비들을 볼 수 있다. 이는 2005년대에서도 사회적 문제로 대두되었던 청년실업과 중장년층의 대거 실직등으로 길거리로 나앉아야 하는 사람이 많아 파장이 많이 생겼었는데 역시 이를 게임내에서 단적으로 표현한 것이라 볼 수 있다.

## 본작 미등장 인물
본작에는 등장하지 않는다.(팬사이트에서만 등장한다고 생각되지만 현재 팬사이트는 미발견)